# 親署
親署（しんしょ）は、天皇が親（みずか）ら署名すること、またその署名である。

## 概要
大日本帝国憲法下において、文書による詔勅には必ず親署があり、御璽または国璽が押され、国務大臣が副署した。
親署が必要な詔勅は、天皇の親裁によって行なわれる大権のうち主要な行為についてのものであり、それ以外は親裁によるものであっても、国務大臣が勅を奉じて外に伝えるか、あるいは勅裁を経て国務大臣が宣示する形をとった。
例えば、親任官の官記には親署があり、勅任官および奏任官の官記には親署が無く内閣総理大臣の署名があるだけである。

## 公式令
公式令によれば、親署を必要とする詔勅は次の通りである（第1条以下）。
- 詔書
- 勅書
- 大日本国憲法改正の上諭
- 皇室典範改正の上諭
- 皇室令の上諭
- 法律の上諭
- 勅令の上諭
- 国際条約を公布する場合の上諭
- 予算および予算外国庫の負担となるべき契約をなすの件の上諭
- 国書その他、外交上の親書、条約批准書、全権委任状、外国派遣官吏委任状、名誉領事委任状、外国領事認可状
- 親任式をもってする官の官記
- 爵記
- 一位の勲記
- 勳二等功三級以上の勲記